# 디지털금융신문
《디지털금융신문》은 대한민국에서 2020년 창간한 금융, 정보통신, 4차산업 등을 취재해 보도하는 인터넷신문이다. 